# Oeko-Tex

Logo

Oeko-Tex ist die Markenbezeichnung eines Produktlabels (Textilsiegel) bzw. einer Betriebsstättenzertifizierung, die von der Internationalen Gemeinschaft für Forschung und Prüfung auf dem Gebiet der Textil- und Lederökologie vergeben wird. Dabei werden Produkte aller Verarbeitungsstufen entlang der textilen Wertschöpfungskette (Fasern, Garne, Gewebe, Leder, konfektionierte Endprodukte) auf gesundheitliche Unbedenklichkeit und Betriebsstätten auf sozial- und umweltverträgliche Produktionsbedingungen geprüft.
Oeko-Tex vergibt:
- Produktlabel für Textilerzeugnisse: Standard 100 by Oeko-Tex und Made in Green by Oeko-Tex
- Produktlabel für Lederartikel: Leather Standard by Oeko-Tex
- Produktlabel für Textilchemikalien: Eco-Passport by Oeko-Tex
- Zertifizierung für Betriebsstätten: SteP by Oeko-Tex
- Prüfbericht für Betriebsstätten: Detox to Zero by Oeko-Tex

Der Standard 100 by Oeko-Tex (bis 2016 Oeko-Tex Standard 100) ist das weltweit am weitesten verbreitete Kennzeichen für schadstoffgeprüfte Textilien.
Der Zusammenschluss von aktuell 18 Prüf- und Forschungsinstituten in Europa und Japan nennt sich Oeko-Tex-Gemeinschaft. Sie hat ihren Hauptsitz in Zürich (Schweiz) und betreibt Kontaktbüros in über 60 Ländern.

## Geschichte
Der Zusammenschluss Oeko-Tex-Gemeinschaft wurde im März 1992 gegründet. Erstmitglieder waren das Österreichische Textil-Forschungsinstitut (heute ÖTI – Institut für Ökologie, Technik und Innovation) und das deutsche Forschungsinstitut Hohenstein. 1993 schloss sich das Schweizer Textilprüfinstitut Testex an. In den folgenden Jahren kamen weitere Prüf- und Forschungseinrichtungen aus Europa und Asien hinzu. 2016 erreichte die Gemeinschaft ihre aktuelle Mitgliederzahl von 18.
Das Oeko-Tex-Standard-100-Label wurde erstmals im April 1992 auf der Textilmesse Interstoff vorgestellt. 1995 führte die Gemeinschaft den Oeko-Tex Standard 1000 zur Zertifizierung umweltfreundlich und sozial verantwortlich produzierender Betriebe der Textilkette ein. Produkte, die den Standard 100 erfüllten und die und deren Bestandteile in nach Standard 1000 zertifizierten Betrieben hergestellt wurden, konnten sich seitdem um das Oeko-Tex-Standard-100plus-Label bewerben.
Die überarbeiteten und aktualisierten Zertifizierungen STeP by Oeko-Tex und Made in Green by Oeko-Tex ersetzten 2013 bzw. 2014 die Standards 1000 und 100plus. Seit 2016 bietet der Zusammenschluss die Dienstleistung Detox to Zero an, mit der Unternehmen ihr Chemikalienmanagement und die Qualität von Abwässern und Klärschlamm bewerten lassen können. Ebenfalls seit 2016 gibt es das Eco-Passport-Label für nachhaltige Textilchemikalien. Mit dem Produktlabel Leather Standard by Oeko-Tex wird seit 2017 die gesundheitliche Unbedenklichkeit von Lederartikeln zertifiziert.
Seit 2016 haben alle Labels und Logos von Oeko-Tex ein geändertes Design. Der Schriftzug „Confidence in Textiles“ ersetzt nun den seit der Gründung für den Oeko-Tex Standard 100 verwendeten Slogan „Textiles Vertrauen“.

## Zertifikate

### Standard 100 by Oeko-Tex
Der Standard 100 by Oeko-Tex (vormals Oeko-Tex Standard 100) ist ein weltweit einheitliches System von Prüfmethoden, Prüfkriterien und Schadstoffgrenzwerten, nach dem die Oeko-Tex-Prüfinstitute die gesundheitliche Unbedenklichkeit von Textilprodukten zertifizieren. Zertifizierbar sind nicht nur Verbraucherartikel, sondern auch Vorprodukte aller Verarbeitungsstufen und Zubehör. Produkte, die den Anforderungen entsprechen, dürfen mit der Kennzeichnung „Standard 100 by Oeko-Tex – Geprüft auf Schadstoffe“ versehen werden. Das Standard-100-Zertifikat ist ein Jahr lang gültig.
Mit der Einführung des Standards wurde ein weltweit einheitliches Qualitätssicherungssystem für Hersteller und Handel etabliert, das der geringen Fertigungstiefe in den einzelnen Betrieben der Textil- und Bekleidungsindustrie Rechnung trägt und regional unterschiedliche Bewertungsmaßstäbe für das Risikopotenzial von Schadstoffen ausgleicht. Das Standard-100-by-Oeko-Tex-Zertifikat soll demnach die Einhaltung von humanökologischen Qualitätsstandards nicht nur gegenüber dem Endverbraucher, sondern auch gegenüber nachgelagerten Produktionsebenen dokumentieren.

#### Voraussetzungen
Textilprodukte können nur dann nach dem Standard 100 by Oeko-Tex zertifiziert werden, wenn sämtliche ihrer Bestandteile den geforderten Kriterien entsprechen. Umfang und Anforderungen der Schadstoffprüfungen richten sich nach dem bestimmungsgemäßen Gebrauch eines Textilprodukts.
Entsprechend unterscheidet der Standard 100 vier Produktklassen:
- I – Produkte für Babys und Kleinkinder (bis zu einem Alter von 36 Monaten)
- II – Produkte mit Hautkontakt
- III – Produkte ohne bzw. mit nur geringem Hautkontakt
- IV – Textile Ausstattungsmaterialien (z. B. Vorhänge, Tischdecken, Teppiche)

In Produktklasse I gelten für fast alle potentiell gesundheitsgefährdenden Substanzen strengere Grenzwerte, und die Produkte werden zusätzlich auf Speichelechtheit geprüft.

#### Prüfkriterien
Die Methoden, Kriterien und Schadstoffgrenzwerte des Standard 100 sind weltweit verbindlich und werden jährlich modifiziert und erweitert. Textilprodukte werden auf ihren Gehalt an mehreren hundert reglementierten Einzelsubstanzen aus 17 Schadstoffklassen getestet. Dabei berücksichtigt der Standard:
1. gesetzlich verbotene oder reglementierte Substanzen wie verbotene Azo-Farbmittel, Formaldehyd, Pentachlorphenol, Cadmium oder Nickel
2. Anforderungen der Anhänge XVII und XIV der Europäischen Chemikalienverordnung REACh sowie der ECHA SVHC (Substances of very high concern)-Kandidatenliste, soweit sie nach Einschätzung von Expertengruppen des Oeko-Tex-Zusammenschlusses relevant für Textilmaterialien, Bekleidung oder Zubehörteile sind
3. Forderungen des US-amerikanischen Consumer Product Safety Improvement Acts (CPSIA) zu Blei
4. bekanntermaßen gesundheitsgefährdende oder umweltrelevante Substanzen, die vom Gesetzgeber jedoch noch nicht explizit erfasst sind

Darüber hinaus müssen alle überprüften Materialien bzw. Produkte einen hautfreundlichen pH-Wert und gute Farbechtheiten aufweisen. Sie werden zudem auf Emission leichtflüchtiger Chemikalien getestet und einer Geruchsprüfung unterzogen.

#### Verbreitung und Bekanntheit
Der Standard 100 by Oeko-Tex ist das Produktlabel für schadstoffgeprüfte Textilien mit der größten Verbreitung weltweit. Aktuell beteiligen sich über 10.000 Hersteller in knapp 100 Ländern an dieser Oeko-Tex-Zertifizierung. Insgesamt hat der Oeko-Tex-Zusammenschluss bis heute über 160.000 Standard-100-Zertifikate für Textilprodukte aller Verarbeitungsstufen ausgestellt (Stand 04/2017).
In Deutschland verfügte das Label „Textiles Vertrauen – Oeko-Tex Standard 100“ laut einer Konsumenten-Befragung der GfK aus dem Jahr 2006 über eine gestützte Bekanntheit von mehr als 46 %. Eine Verbraucherbefragung von BBE Retail Experts in sieben europäischen Ländern (Österreich, Schweiz, Frankreich, Italien, Spanien, Portugal, Niederlande) aus dem Jahr 2008 bescheinigt dem Oeko-Tex-Standard-100-Label eine Bekanntheit von durchschnittlich 42 %. Das Institut für Handelsforschung Köln ermittelte 2012 bei einer Befragung von 3349 Personen in 13 Ländern (Deutschland, Österreich, Schweiz, Spanien, Italien, Frankreich, Portugal, Großbritannien, Dänemark, Polen, Russland, Türkei, China) ebenfalls eine gestützte Bekanntheit bei durchschnittlich 42 % der Befragten.

### STeP by Oeko-Tex

Zertifikatslogo

STeP (englisch Sustainable Textile Production ‚nachhaltige Textilproduktion‘) ist ein Zertifizierungssystem mit weltweit bindenden Kriterien, das Betrieben nachhaltige Produktionsbedingungen bescheinigt. STeP ersetzt den früheren Oeko-Tex Standard 1000. Neben Umweltverträglichkeit und dem effizienten Einsatz von Ressourcen wird auch die Einhaltung sozial verträglicher Arbeitsbedingungen berücksichtigt. Das STeP-Zertifikat ist drei Jahre gültig.
STeP bezeichnet sich selbst als 100 % transparent, da alle Kriterien und Bewertungsmethoden öffentlich zugänglich sind. Die zertifizierte Firma kann über die zentrale MySTeP-Datenbank von Oeko-Tex ihren Abnehmern in der textilen Lieferkette Zugang zu ihren Informationen gewähren. Damit ist STeP ein Werkzeug, um die Nachhaltigkeit von Textilbetrieben auch angesichts unterschiedlicher gesetzlicher Vorgaben in den einzelnen Ländern über Ländergrenzen hinweg vergleichbar zu machen.

#### Voraussetzungen
Die STeP-Zertifizierung kann an Produktionsbetriebe aller Verarbeitungsstufen der textilen Kette vergeben werden. Bewerben können sich Faserhersteller, Spinnereien, Webereien und Strickereien, Veredelungsbetriebe und Konfektionierer ebenso wie Betriebe, die Zubehör fertigen, Produzenten von Schaumstoff und Matratzen sowie Textillogistikzentren.
Für die Zertifizierung müssen Unternehmen Angaben zu ihren Produktionsbedingungen machen. Dabei gibt es sogenannte Eintrittsfragen, von denen für die Einleitung des Zertifizierungsprozesses mindestens 70 % beantwortet werden müssen, sowie weiterführende Fragen, durch deren Beantwortung Unternehmen ihre zusätzlichen Bemühungen um Nachhaltigkeit und Sozialverträglichkeit dokumentieren können. Die Angaben werden im Rahmen eines Audits im Betrieb verifiziert und in Form eines dreistufigen Scoring-Systems bewertet. Dabei bedeutet:
- Level 1 – 70 % der Eintrittsfragen
- Level 2 – Gute Umsetzung mit weiterem Optimierungspotenzial
- Level 3 – Vorbildliche Implementierung im Sinne von Best-Practice-Beispielen

#### Prüfkriterien
Bewertet werden – mit jeweils detaillierten Leistungskriterien – die Module
- Chemikalien und ihre Verwendung
- Umweltleistung
- Umweltmanagement
- Soziale Verantwortung
- Qualitätsmanagement
- Gesundheitsschutz und Arbeitssicherheit

In den einzelnen Modulen gibt es Kriterien, deren Nichteinhaltung die Erteilung des STeP-Zertifikats von vornherein ausschließt. Zum Ausschluss führen beispielsweise die Nichteinhaltung der STeP-Standards für Chemikalieneinsatz, Abwasser und Emissionen, Kinderarbeit oder das Verbot gewerkschaftlicher Organisation der Mitarbeiter.
Die Ergebnisse der sechs Module erscheinen einzeln auf dem STeP-Zertifikat und gehen mit gleicher Gewichtung in das Endergebnis der Bewertung ein.

### Made in Green by Oeko-Tex

Zertifikatslogo

Made in Green ist ein Produktlabel für schadstoffgeprüfte und gemäß den Oeko-Tex-Richtlinien nachhaltig und sozial verträglich produzierte Textilien aller Art. Made in Green ersetzt das frühere Oeko-Tex-Standard-100plus-Label und wird jeweils für ein Jahr vergeben.
Das Label wird für Textilien ausgestellt, die nach Standard 100 auf Schadstoffe geprüft und zertifiziert wurden und in umweltfreundlichen und sozial verantwortlichen Betrieben produziert werden. Konkret wird vorausgesetzt, dass alle Betriebe, in denen die Konfektionierung oder nass-chemische Behandlung des Artikels stattfindet, nach dem STeP-Standard zertifiziert sind. Für die Herkunft der verwendeten Materialien gilt, dass mindestens 85 % des Gesamtgewichts des Artikels aus STeP-zertifizierten Betriebsstätten stammen müssen. Insbesondere wird das für jede einzelne Komponente gefordert, die mindestens 5 % des Gesamtgewichts des Produkts ausmacht. Das für einen Artikel verwendete Nähgarn muss beispielsweise aufgrund seines geringen Gewichts nicht notwendig aus einer STeP-zertifizierten Betriebsstätte stammen, muss aber nichtsdestotrotz die Anforderungen des Standard 100 auf gesundheitliche Unbedenklichkeit erfüllen.
Textilprodukte mit dem Made-in-Green-Label können anhand einer eindeutigen Produkt-ID bzw. eines QR-Codes auf dem Label vom Konsumenten zurückverfolgt werden. Durch Eingabe der Produkt-ID auf der Made-in-Green-Website oder durch Scannen des QR-Codes auf dem Label wird sichtbar, welche unterschiedlichen Produktionsstufen an der Herstellung des ausgelobten Artikels beteiligt waren sowie in welchen Ländern die Textilien produziert wurden. Je nach Datenfreigabe durch die beteiligten Unternehmen ist zudem ersichtlich, in welchen konkreten Betrieben die Fertigung stattgefunden hat.

### Leather Standard by Oeko-Tex

Zertifikatslogo

Der Leather Standard by Oeko-Tex ist ein weltweit einheitliches System von Prüfmethoden, Prüfkriterien und Schadstoffgrenzwerten, nach dem die Oeko-Tex-Prüfinstitute die gesundheitliche Unbedenklichkeit von Leder und Lederartikeln aller Produktionsstufen zertifizieren. Zertifizierbar sind Lederhalbfabrikate (wie etwa „Wet Blue“ – chromgegerbtes, ungefärbtes Leder), Fertigleder, Lederfaserwerkstoffe und konfektionierte Artikel. Für die Zertifizierung von Lederartikeln mit textilen, metallischen oder anderen Nicht-Lederbestandteilen werden die Forderungen des Leather Standard mit denen des Standard 100 kombiniert. Die Leather-Standard-Zertifizierung ist ein Jahr gültig.
Der Leather Standard unterscheidet die gleichen vier Produktklassen wie der Standard 100. Auch der dem Leather Standard zugrundeliegende Katalog von Grenzwerten potentiell gesundheitsschädlicher Substanzen ist dem des Standard 100 sehr ähnlich. Angepasst sind insbesondere die Grenzwerte für Chrom; herstellungsbedingt – der überwiegende Teil des industriell gefertigten Leders wird heute chromgegerbt – werden hier höhere Werte toleriert.

### Eco Passport by Oeko-Tex

Zertifikatslogo

Das Eco-Passport-Zertifikat bescheinigt Lieferanten von Chemikalien für die Textilindustrie, dass ihre Produkte (etwa Farbstoffe, Aufheller, Antielektrostatika, Klebstoffe, Reinigungsmittel etc.) den Anforderungen einer nachhaltigen Textilproduktion genügen.
Das zweistufige Verifizierungs- und Zertifizierungsverfahren beinhaltet
1. einen Abgleich der Inhaltsstoffe des Produkts mit der SVHC-Liste der Europäischen Chemikalienverordnung REACh sowie mit den im Eco Passport-Standard enthaltenen, von Oeko-Tex erstellten Verzeichnissen der Stoffe mit eingeschränkter Verwendung in Textilprodukten und Produktionsprozessen (Restricted Substance List RSL, Manufacturing Restricted Substance List MRSL).
2. eine analytische Prüfung repräsentativer Proben des Produkts im Labor eines Mitgliedsinstituts auf Einhaltung der festgelegten Schwellenwerte für die Substanzen mit eingeschränkter Verwendung

Die Gültigkeitsdauer des Eco-Passport-Zertifikats beträgt ein Jahr.

## Vergabe der Zertifikate, Kontrolle
Für die Oeko-Tex-Zertifizierung eines Produktes reichen Hersteller repräsentative Prüfmuster aller bei der Fertigung verwendeten Ausgangsmaterialien (inklusive Zubehör wie Knöpfe, Reißverschlüsse, Nähgarn, Etiketten sowie Aufdrucke) zur Untersuchung bei einem der Oeko-Tex-Prüflabors ein. Nach erfolgreicher Laborprüfung der eingereichten Mustermaterialien und Unterzeichnung einer Konformitätserklärung erhält der Hersteller für sein Produkt das Oeko-Tex-Zertifikat. Teil des Zertifizierungsprozesses ist weiterhin ein Betriebs-Audit vor Ort.
Um die fortlaufende Einhaltung der Standards zu sichern, nimmt Oeko-Tex jährlich Kontrollprüfungen bei mindestens 20 % aller ausgestellten Zertifikate vor. Dafür werden unangemeldete Audits durchgeführt sowie stichprobenartig im Handel erworbene gelabelte Artikel und Mustermaterialien aus den Betrieben geprüft.
Für die Zertifizierung von Betriebsstätten erhebt Oeko-Tex mit einem webgestützten Assessment-Tool Daten von den Unternehmen und überprüft die Angaben im Rahmen eines anschließenden Audits der Produktionsstätte. Bei Zertifikatsinhabern kontrolliert Oeko-Tex die fortlaufende Einhaltung der geforderten Kriterien durch angekündigte und unangekündigte Audits.
Die Verlängerung der Zertifikate nach Ablauf der Gültigkeit setzt eine erneute Überprüfung und fortgesetzte Konformität mit eventuell gewandelten bzw. aktualisierten Anforderungen voraus.

## Weitere Dienstleistungen

### Detox to Zero by Oeko-Tex

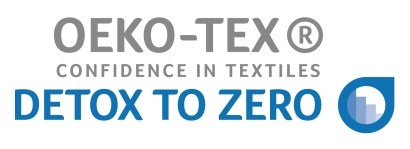
Detox to Zero - Logo

Detox to Zero ist ein Programm zur Betriebsstättenbewertung, mit dem Textilunternehmen ihre Bemühungen um das Erreichen der Ziele der Detox-Kampagne von Greenpeace bewerten lassen können. Das Augenmerk des Detox-to-Zero-Assessments liegt auf einem transparenten und professionellen Chemikalienmanagement, auf der Reduzierung bzw. Eliminierung gefährlicher Substanzen im Produktionsprozess sowie auf der Qualität von Abwässern und Klärschlamm. Es ist ausgelegt auf Betriebe, in denen Textilien und ihre Vorgängerprodukte unter Zuhilfenahme von Chemikalien gefertigt, gefärbt, bedruckt, beschichtet oder anderweitig behandelt werden, sowie Betriebe, die Zubehör für Textilien (Knöpfe, Reißverschlüsse, Etiketten etc.) fertigen.
Oeko-Tex hat für Detox to Zero ein eigenes MRSL-Verzeichnis (Manufacturing Restricted Substances List) zusammengestellt, das für Abwasser und Klärschlamm Grenzwerte des Gehalts an zahlreichen Substanzen aus den elf im Fokus der Greenpeace-Kampagne stehenden Substanzklassen enthält.
Ähnlich wie beim STeP-Zertifikat nutzen teilnehmende Unternehmen zunächst ein webgestütztes Bewertungs-Tool. Abgefragt werden ein komplettes Chemikalieninventar, Angaben zum Chemikalien- und Umweltmanagement, Notfallpläne für Chemieunfälle, Dokumente, die belegen, dass die Mitarbeiter Arbeitssicherheitsschulungen durchlaufen haben, notwendige Erlaubnisse/Lizenzen für Emissionen, Einleiten/Ableiten von Abwässern, Wasser- und Kläranlagennutzung, Verwendung/Lagerung gefährlicher Substanzen sowie Analyseergebnisse eines akkreditierten Testlabors für Abwasser und Klärschlamm. Diese Angaben werden von Oeko-Tex begutachtet und in Rahmen eines Betriebs-Audits verifiziert.
Anders als beim STeP-Zertifikat gibt es keine Ausschlusskriterien und kein Nicht-Bestehen des Zertifizierungsprozesses. Die am Detox-to-Zero-Programm teilnehmenden Unternehmen erhalten einen jährlichen Statusreport, der beschreibt, inwieweit die Detox-Anforderungen bereits erfüllt werden, und Empfehlungen für Verbesserungen gibt.

### MySTeP by Oeko-Tex

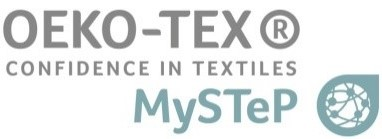
MyStep-Logo

MySTeP by Oeko-Tex ist die zentrale Datenbank von Oeko-Tex, in der registrierte Textilhersteller, Markeninhaber und Händler auch unabhängig von einer eigenen Oeko-Tex-Zertifizierung ihre Lieferkette im Hinblick auf Nachhaltigkeit verwalten und optimieren können.
Zulieferunternehmen können in MySTeP Informationen zu ihren Produktionsstandorten, Produkten und Oeko-Tex-Zertifizierungen in unterschiedlichem Umfang zur Ansicht freigeben. Datenbanknutzer können entsprechend
1. ihre Lieferkette kartieren und analysieren
2. die Nachhaltigkeitsleistung ihrer Lieferkette berechnen lassen und mit Durchschnittswerten vergleichen
3. Zulieferer vergleichen und auswählen
4. eigene Oeko-Tex-Zertifikate verwalten
5. über ihre eigene Nachhaltigkeitsleistung und die ihrer Lieferkette Rechenschaft geben

Für die Ausstellung von Made-in-Green-Produktlabels ist die Nutzung der MySTeP-Datenbank obligatorisch.

## Kritik
Die Verbraucher Initiative e. V. nimmt eine Einstufung der meisten gängigen Qualitätssiegel vor und ordnet diese auf einer vierstufigen Skala ein. Auf dieser Skala erhalten die Oeko-Tex-Standards insgesamt die Bewertung „empfehlenswert“, was der zweitbesten Einstufung entspricht. Die Haupt-Kritikpunkte werden hierbei vor allem in einer mangelnden Unabhängigkeit der Oeko-Tex-Labels gesehen: Die Hersteller der Produkte und die Prüf- und Zertifizierungsstellen seien rechtlich und wirtschaftlich nicht ausreichend voneinander getrennt.
Greenpeace weist in seinem Textil-Ratgeber darauf hin, dass der Oeko-Tex-Standard 100 viele wichtige potentielle Schadstoffe abdecke, jedoch andere Qualitätssiegel aufgrund deutlich strengerer Vergabekriterien und -prozesse empfehlenswerter seien.
Ferner wird auch moniert, dass das Label womöglich in Design und Wirkung auf den Verbraucher falsche Suggestionen erwecken könne: „öko“ könne auch verstanden werden als „ökologischer Landbau ohne den Einsatz von beispielsweise Pestiziden, keine Genmanipulationen, sogenannte 'Biologische Baumwolle', faire Arbeitsbedingungen bei Erzeugern und Herstellern, keinerlei Kinderarbeit und vieles mehr.“ Dem wird entgegengehalten, dass das Label explizit erkläre, was es genau zertifiziere („Geprüft auf Schadstoffe“). Zudem seien alle relevanten Informationen über die Zertifizierungsgrundlagen öffentlich abrufbar.